# Органологија
Органологија (од старогрчког ὄργανον( organon ) 'инструмент' и λόγος ( logos ), 'проучавање') је наука о музичким инструментима и њиховој класификацији.
Обухвата проучавање историје инструмената, инструмената који се користе у различитим културама, техничке аспекте начина на који инструменти производе звук и класификацију музичких инструмената. Постоји степен преклапања између органологије, етномузикологије (које су подскупови музикологије  и гране науке о акустици посвећене музичким инструментима.